# Велика трансформація
Велика трансформація (англ. The Great Transformation) — історичне й економічне дослідження американського вченого угорського походження Карла Поланьї. Вперше опубліковано в 1944 році.
Дослідження присвячене політичним і соціальним процесам епохи становлення і розвитку капіталізму. Поланьї стверджує, що ринкову економіку і національну державу слід розглядати не окремо, а як єдине явище — суспільство ринку, або ринкове суспільство. Його виникнення зруйнувало традиційний соціальний порядок — протягом більшої частини історії людства економічна діяльність не відокремлювалася від соціальних стосунків, автор підкреслював грандіозність змін. Новий інституційний уклад породив контртенденції, які привели до катаклізмів XX століття.
На думку Поланьї, утопічна ідея саморегулюючого ринку не витікала з природи людини або соціального розвитку, а виникла в конкретних історичних обставинах початку XIX століття, в спробі пояснити соціальні лиха промислової революції. Принцип невтручання (фр. laissez-faire) здійснювався планомірно, був нав'язаний в ході політичної боротьби за безпосередньої участі держави. Формування вільного ринку вимагало інституційного поділу на економічну і політичну сфери і перетворення праці, землі і грошей в товари. В основі економічної системи XIX століття лежали конкурентний ринок праці, вільна торгівля і золотий стандарт. Саморегулюючий ринок забезпечив нечуване зростання матеріального добробуту, однак, підпорядковуючи суспільство своїми законами, викликав стихійну відповідь, природну реакцію у вигляді заходів суспільства із самозахисту.
«Велика трансформація» стала класикою соціальної думки. Багато ідей книги увійшли в науковий обіг і стимулювали різні дослідження в соціальних науках, хоча низка положень автора згодом була відкинута і переглянута.

## Загальна характеристика
У своєму синтезі класичної соціальної теорії Поланьї звів воєдино теми Маркса, Дюркгайма, Вебера і Маліновського, щоб створити альтернативу класичній політичній економії, як ліберальній, так і марксистській економіці. «Велика трансформація» поєднала елементи економіки, історії, соціології, антропології та політичної науки. Поланьї запозичив ідеї з усього спектра соціальних наук, які вивчають поведінку людини, «героїчний задум» автора поєднує широкий погляд на складні соціальні феномени зі збереженням цінностей наукового позитивізму; амбітне прагнення до практичних і в той же час нормативних приписів; багатство і гнучкість мови сприяють різним інтерпретаціям. Ці риси зближують працю з текстами класичної соціальної теорії. Відзначається перевага автором індуктивного або емпіричного підходу над дедуктивним, а інституціонального аналізу — над методологічним індивідуалізмом. Робота зачіпає широкий спектр політичних і економічних питань, включаючи капіталізм, соціалізм, корпоративізм, планування, масове суспільство і тоталітаризм. Центральні теми книги — протиріччя між ринком і суспільством, капіталізмом і демократією.
Назва книги полемізує з аісторичним підходом в соціальних науках; «Велику трансформацію» можна вважати атакою «за трьома напрямками» на соціальні теорії утилітаризму, що восходять до Гоббса і Мандевіля і розвивалися через Адама Сміта і Мілля аж до Мізеса і Хаєка. По-перше, Поланьї атакував утилітарну теорію дії, за якою люди раціонально діють, переслідуючи егоїстичні цілі на основі внутрішніх, в кінцевому рахунку біологічних чи психологічних бажань. По-друге, він піддав критиці утилітарну теорію інституціональних змін, згідно з якою інститути стихійно еволюціонують, коли виникає потреба у групи індивідів, аналогічна договору між сторонами. По-третє, Поланьї атакував теорію «невидимої руки» як теорію соціального порядку, за якою з приватного інтересу («приватного зла») виникає «загальне благо», а ресурси ефективно розподіляються на соцієтальному рівні за допомогою саморегулюючого ринку.